# الانتخابات الرئاسية اللبنانية 1970
الانتخابات الرئاسية اللبنانية 1970 هي انتخابات رئاسية غير مباشرة أجريت في البرلمان اللبناني في 5 نوفمبر 1970 وأنتخب أعضاء المجلس النائب سليمان فرنجية رئيسًا للجمهورية اللبنانية.
بموجب الميثاق الوطني اللبناني تنسب الرئاسة دائمًا إلى مسيحي ماروني، بموجب المادة 49 من الدستور اللبناني، فإن الأغلبية المؤهلة لثلثي أعضاء البرلمان اللبناني الذي كان يبلغ عدد مقاعده آنذاك 99 مقعداً مطلوبة لانتخاب الرئيس في الجولة الأولى، وبعد الجولة الثانية من الانتخابات يتم انتخاب الرئيس بالأغلبية المطلقة من العدد الإجمالي للنواب في المناصب.
يمثل النائب سليمان فرنحية زغرتا في شمال لبنان، حيث تقدم كمرشح محافظ بتوافق الآراء وحصل على دعم اليسار واليمين وعبر الفصائل الدينية بسبب رد الفعل العكسي لـ12 عامًا من الإصلاح المستمر من الأنظمة الشهابية، في ما كان أكثر الانتخابات الرئاسية إثارة للجدل في لبنان، وتم انتخابه بفارق صوت واحد في 17 أغسطس 1970 بأغلبية 50 من أصل 99 نائباً.

## النتائج
بحضور جميع النواب الـ 99 وكان كل من فرنجيه وسركيس يتمتعان بدعم متساوٍ تقريبًا، وفي الجولتين الثانية واللاحقة، لم يكن هناك سوى أغلبية بسيطة.
في الجولة الأولى لم يتلق أي شخص عتبة 2/3 اللازمة، وانتقلت الانتخابات إلى الجولة الثانية، حيث تم الإدلاء بأصوات إضافية (كان هناك 100 صوت في الجولة و 99 نائبًا فقط في المجموع) وبالتالي تم إلغاء الجولة.
في الجولة الثالثة حقق فرنجية فوزًا مفاجئًا على إلياس سركيس، المرشح الرسمي للنظام الشهابي، بسبب تغيير كمال جنبلاط في اللحظة الأخيرة، الذي أمر أحد نوابه بالتصويت لصالح فرنجية،  رفض رئيس المجلس صبري حمادة إعلان النتائج بفارق صوت واحد وانسحب من مبنى البرلمان، أثناء مغادرته القاعة، مارس نائب رئيس مجلس النواب ميشيل جورج ساسين مهامه كرئيس بالنيابة وأعلن سليمان فرنجية الرئيس العاشر للجمهورية اللبنانية.
| المرشح                      | الجولة الأولى | الجولة الأولى | المرحلة الثانية | المرحلة الثانية | الجولة الثالثة | الجولة الثالثة |
| المرشح                      | الأصوات       | ٪             | الأصوات         | ٪               | الأصوات        | ٪              |
| --------------------------- | ------------- | ------------- | --------------- | --------------- | -------------- | -------------- |
| سليمان فرنجية               | 38            | 38.4          |                 |                 | 50             | 50.5           |
| إلياس سركيس                 | 45            | 45.5          |                 |                 | 49             | 49.5           |
| بيير الجميل                 | 10            | 10.1          |                 |                 |                |                |
| جميل لحود                   | 5             | 5.1           |                 |                 |                |                |
| عدنان حكيم                  | 1             | 1.0           |                 |                 |                |                |
| اقتراع إضافي                | 0             | -             | 1               | -               | 0              | -              |
| المجموع                     | 99            | 100           | 100             | -               | 99             | 100            |
| الناخبين المؤهلين / الاقبال | 99            | 100           | 99              | -               | 99             | 100            |
| المصدر: الشهرية             |               |               |                 |                 |                |                |

## بعد الانتخابات
بعد حوالي 5 سنوات بدأت الحرب الأهلية اللبنانية عندما بدأت الميليشيات المسيحية المسلحة اليمينية تتصادم أكثر مع ميليشيات منظمة التحرير الفلسطينية اليسارية في بيروت.